# سلوتکا
سلوتکا (انگلیسی: Slutka) یک شهرک در شهرستان ایگلینسکی استان باشقیرستان کشور روسیه است.